# Гарлянд-Зайончковська Анна
А́нна Га́рлянд-Зайончко́вська (9 травня 1883, Львів — 7 січня 1930, Львів) — польська живописиця і графікеса; засновниця Всенародної спілки польських художниць.

## Біографія
Народилася 9 травня 1883 року в Львові (тепер Україна). Навчалася у студії Станіслава Батовського у Львові, в Краківській художній школі Т. Цертович, у Мюнхенській художньо-промиисловій школі, у Паризькій академії Колароссі, в Лондоні та Італії. Працювала викладачкою малювання в гімназії імені Королеви Ядвіги у Львові.
Була у шлюбі з архітектором Зигмунтом Гарляндом.
Померла у Львові 7 січня 1930 року.

## Творчість
Писала пейзажі, портрети, натюрморти, релігійні композиції. Працювала над книжково-журнальним оформленням (ілюструвала «Одіссею» Гомера), прикладною графікою (плакати, почесні дипломи, грамоти, оголошення), проектувала килими. Серед робіт:
портрети:
- художника Я.-Г. Розена (1927);
- чоловіка (близько 1929, Національний музей у Вроцлаві);

пейзажі:
- «Вулиця в Рагузі (Дубровнику)» (близько 1925; Львівська галерея мистецтв);
- «Мінарети в Сулейманії (в Іраку)» (близько 1925; Львівська галерея мистецтв);
- «Вулиця у Каркасоні» (1927, Національний музей у Кракові).

Брала участь у мистецьких виставках у Львові (1917, 1924, 1928, 1930 — посмертна), Відні, Варшаві, Лодзі, Кракові, Познані.